# Arthur Hussey
Arthur Duncan "Art" Hussey (Toledo, Ohio, 5 de març de 1882 - Taylor's Flat, Califòrnia, 3 d'abril de 1915) va ser un golfista estatunidenc que va competir a primers del segle xx.
El 1904 va prendre part en els Jocs Olímpics de Saint Louis, on guanyà la medalla de bronze en la prova per equips del programa de golf, com a membre de l'equip United States Golf Association. En la prova individual quedà eliminat en la qualificació.